# هيروشي واتانابي
هيروشي واتانابي (باليابانية: 渡辺博史) (و. 1949 – م) هو عالم اقتصاد، من اليابان، ولد في طوكيو.

## التعليم
تعلم في جامعة طوكيو.